# Stranger to Stranger
Stranger to Stranger är Paul Simons trettonde soloalbum utgivet 3 juni 2016. Albumet är producerat av Paul Simon och Roy Halee och gavs ut på skivbolaget Concord Music Group.
Albumet kommer dessutom att ges ut i en specialversion med fem extra spår och även på 180-grams vinyl.

## Låtlista
Samtliga låtar skrivna av Paul Simon förutom där annat anges..
1. "The Werewolf" (3:25)
2. "Wristband" (3:17)
3. "The Clock" (1:02) (instrumental)
4. "Street Angel" (2:11)
5. "Stranger to Stranger" (4:35)
6. "In a Parade" (2:21)
7. "Proof of Love" (5:44)
8. "In the Garden of Edie" (1:48) (instrumental)
9. "The Riverbank" (4:11)
10. "Cool Papa Bell" (4:02)
11. "Insomniac's Lullaby" (4:33)
12. "Horace and Pete" (2:30)
13. "Duncan" (4:43) (Live from A Prairie Home Companion)
14. "Wristband" (3:28) (Live from A Prairie Home Companion)
15. "Guitar Piece 3" (1:10)
16. "New York Is My Home" (duett med Dion) (Dion DiMucci/Mike Aquilina/Scott Kempner) (4:30)

12-16 är bonusspår på deluxeutgåvan.